# Museu Mineralògic de la Universitat de Bonn
El Museu de Mineralogia de la Universitat de Bonn (Mineralogische Museum der Universität Bonn en alemany) és un museu de minerals situat al castell de Poppelsdorf (Poppelsdorf Palace), Alemanya, connectat a la Universitat Rheinischen Friedrich-Wilhelms de Bonn (Rheinischen Friedrich-Wilhelms-Universität Bonn), on es troba l'institut Steinmann de geologia, mineralogia i paleontologia. Al costat també es troba el Jardí Botànic. El director del museu és el Dr. Anne Zacke. El museu ocupa quatre grans sales d'exposicions, sales les quals contenen minerals amb informació de la seva classificació, així com roques, meteorits, recursos minerals, joies o pedres precioses.